# Norblin, Bracia Buch i T. Werner

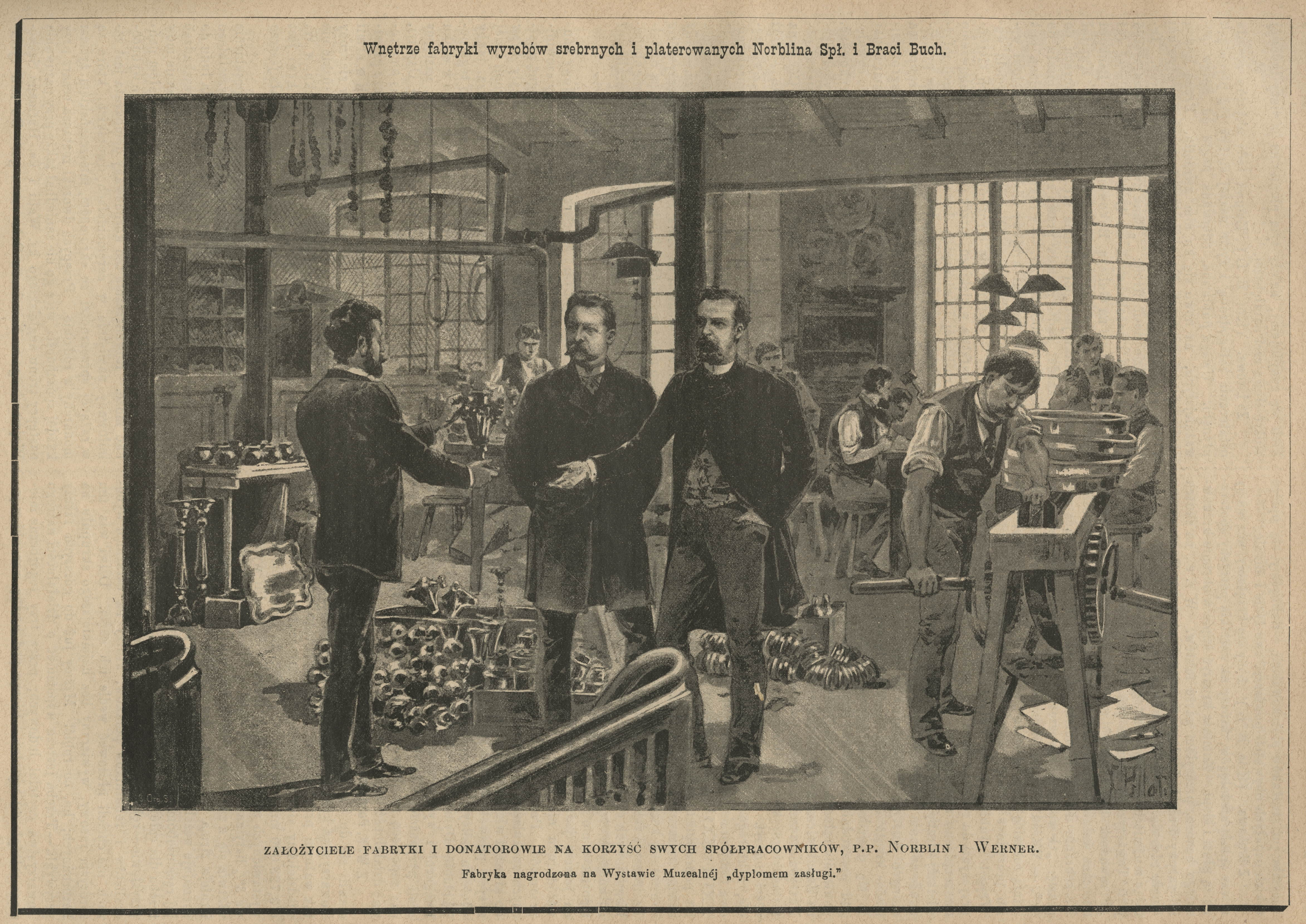
Ludwik Norblin i Teodor Werner w fabryce (1890)

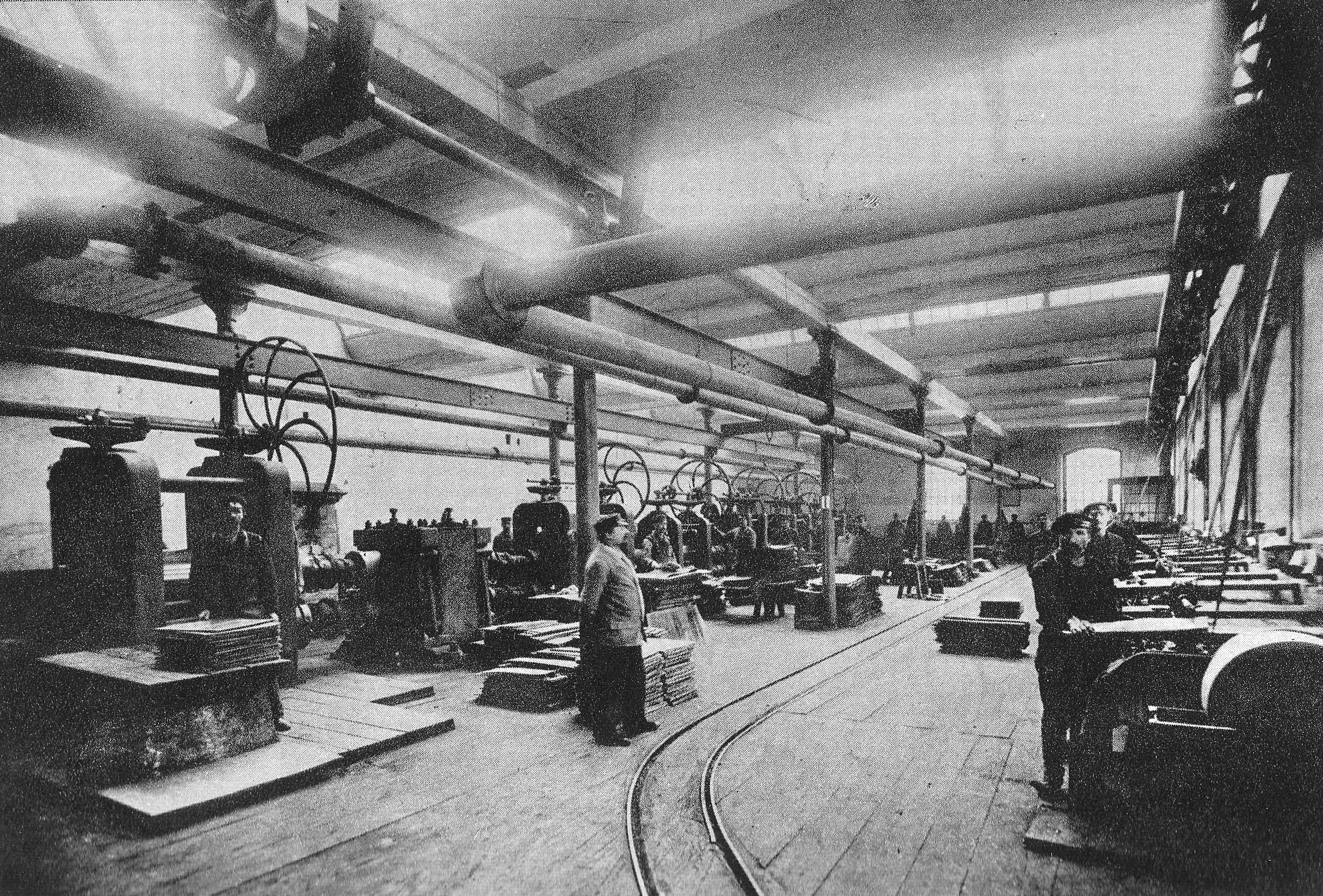
Wnętrze jednej z hal produkcyjnych (1893)

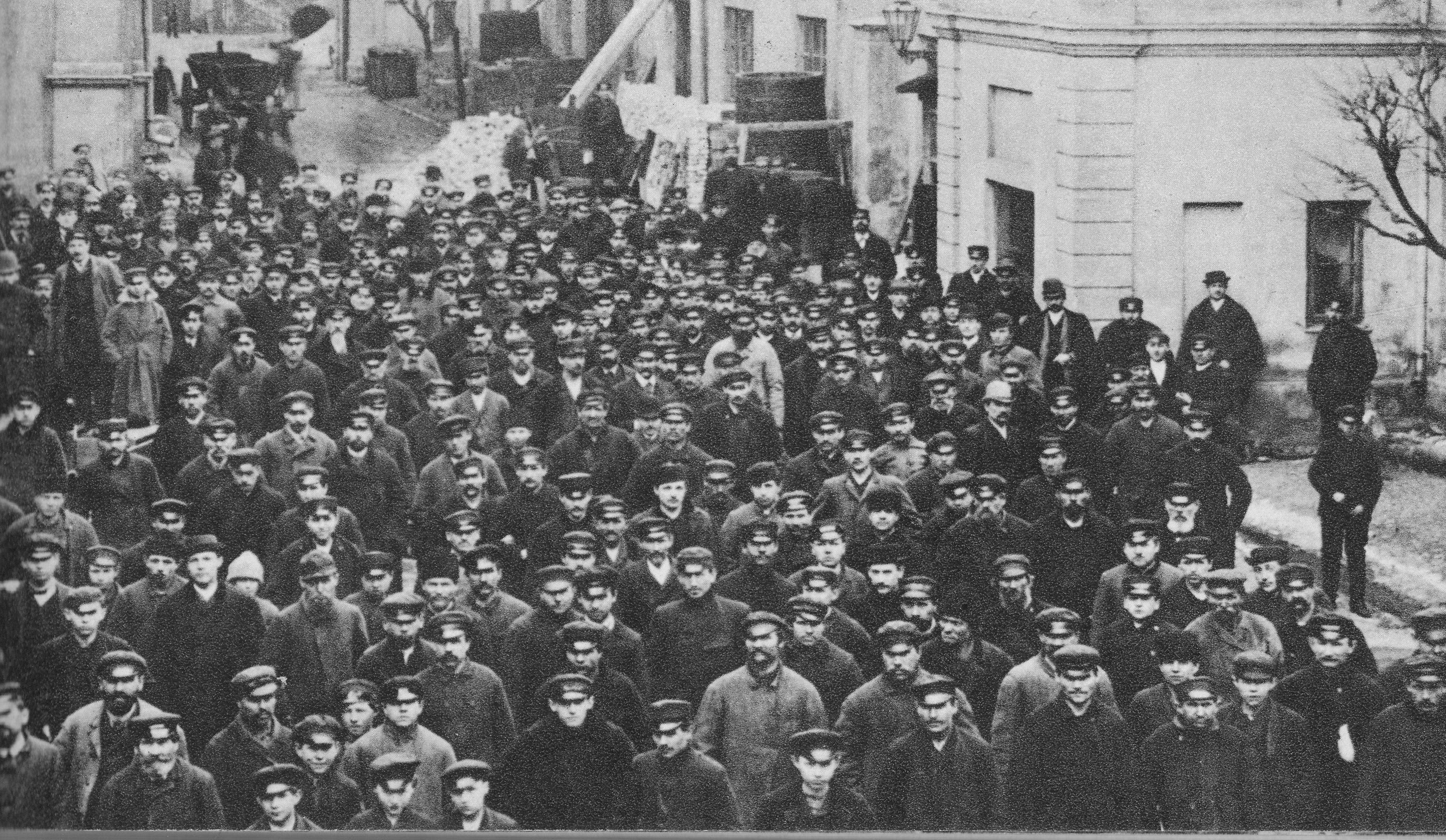
Wiec pracowników Norblina w 1904

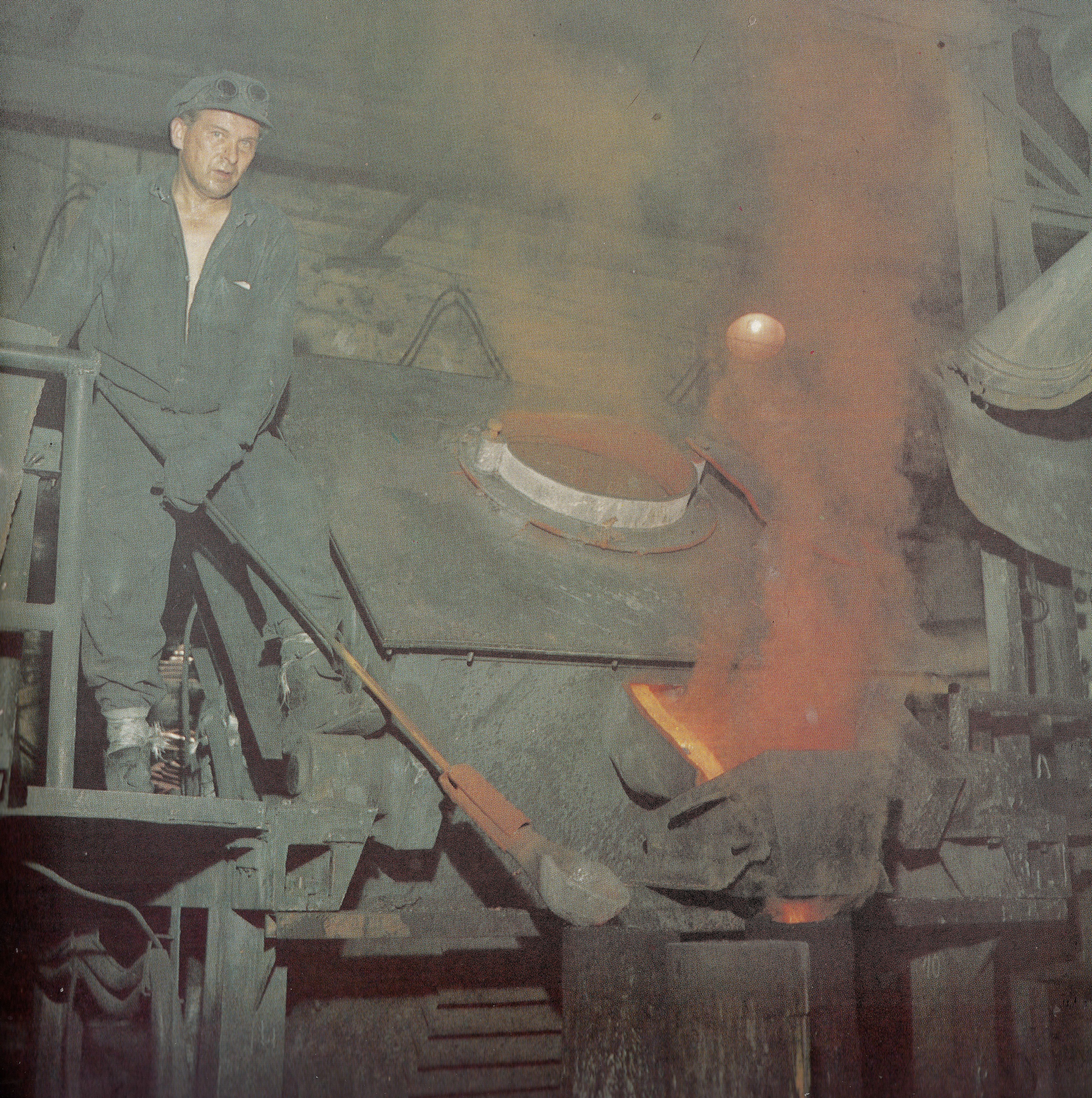
Piec elektryczny na Wydziale Odlewni w Walcowni Metali „Warszawa” w latach 70. XX w.

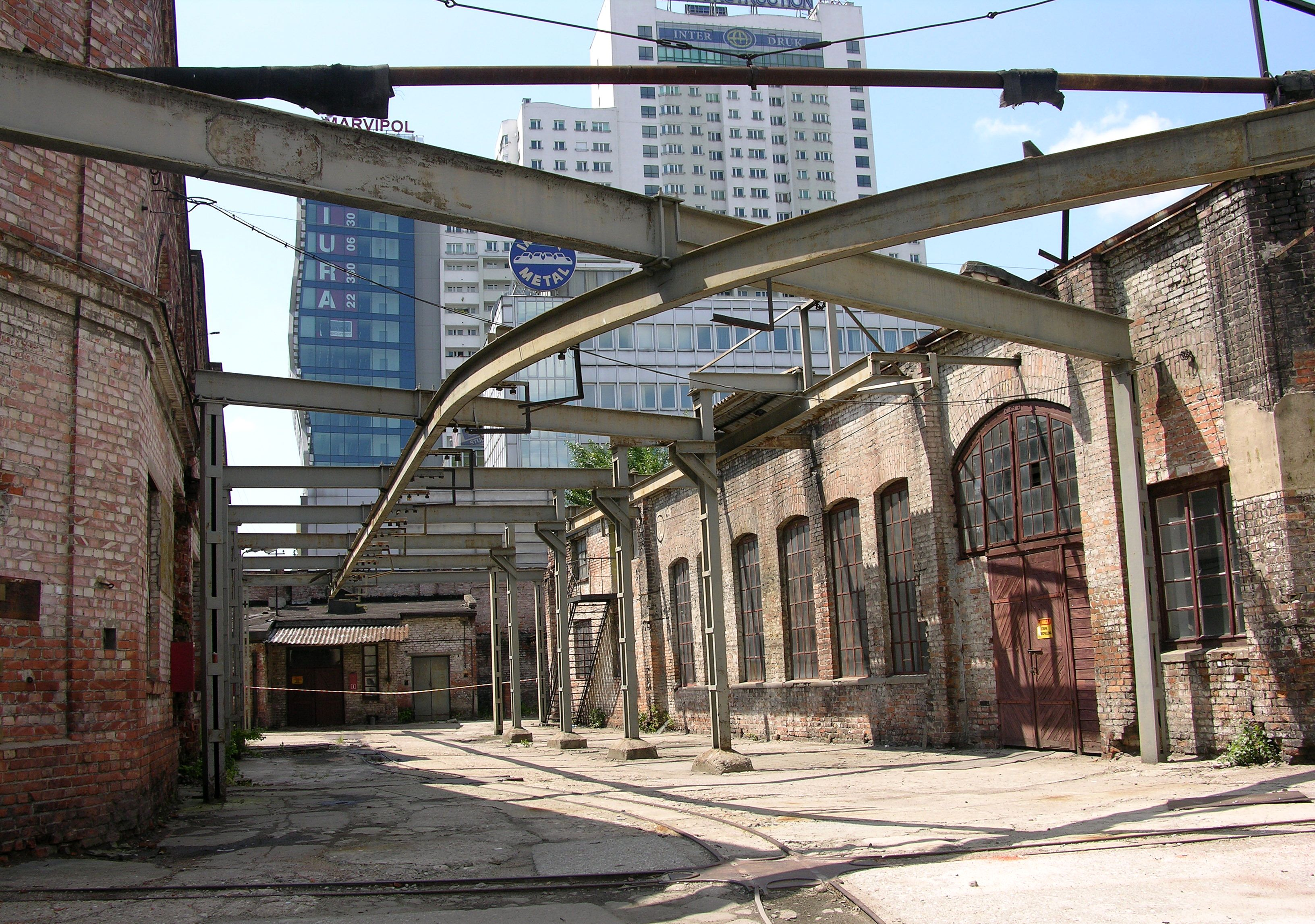
Teren wewnętrzny fabryki Norblina, dawny Wydział Mechaniczny Walcowni Metali „Warszawa”. Na drugim planie biurowiec Prosta Tower i budynek mieszkalny Łucka 15 (2011)

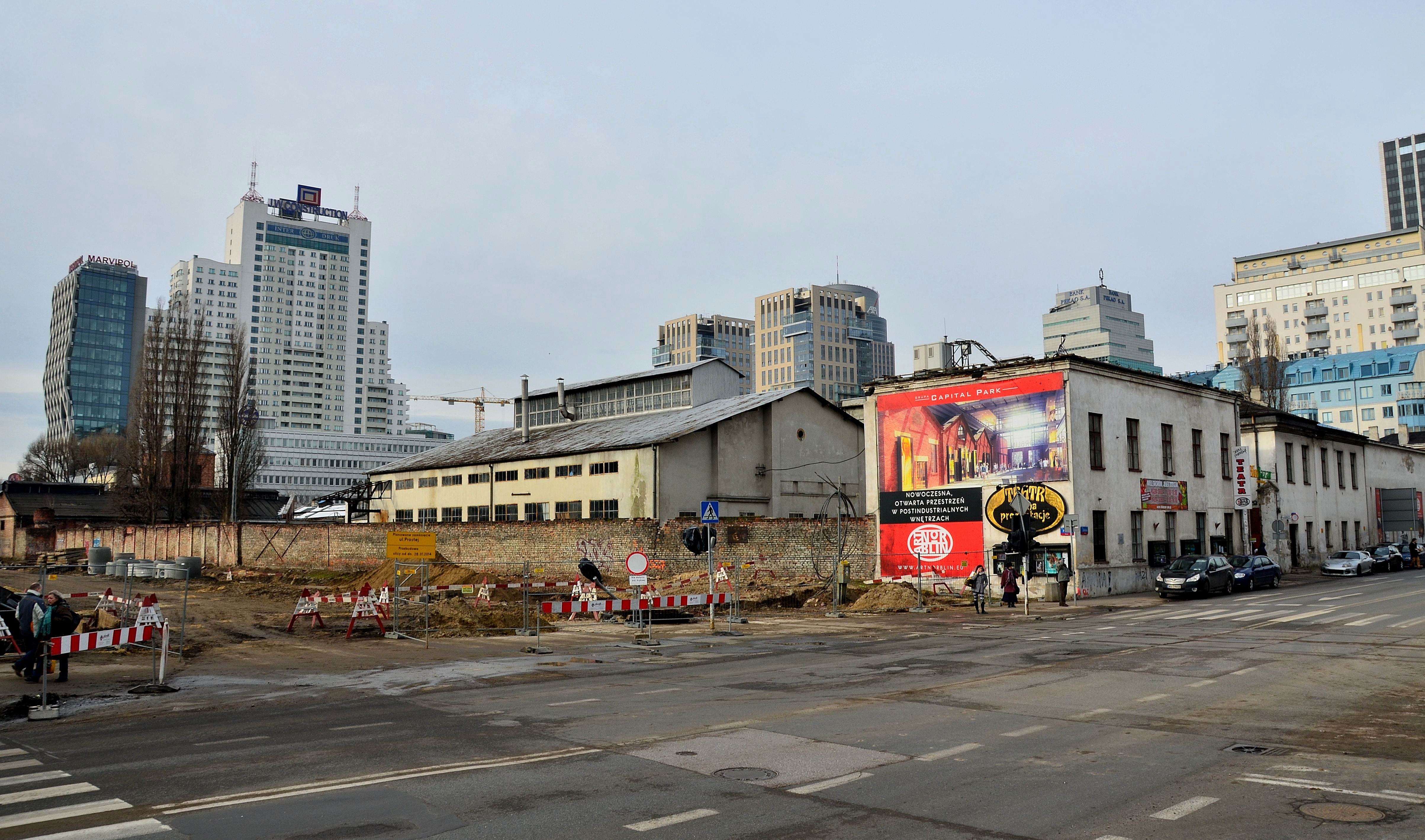
Dawna Fabryka Norblina (2014)

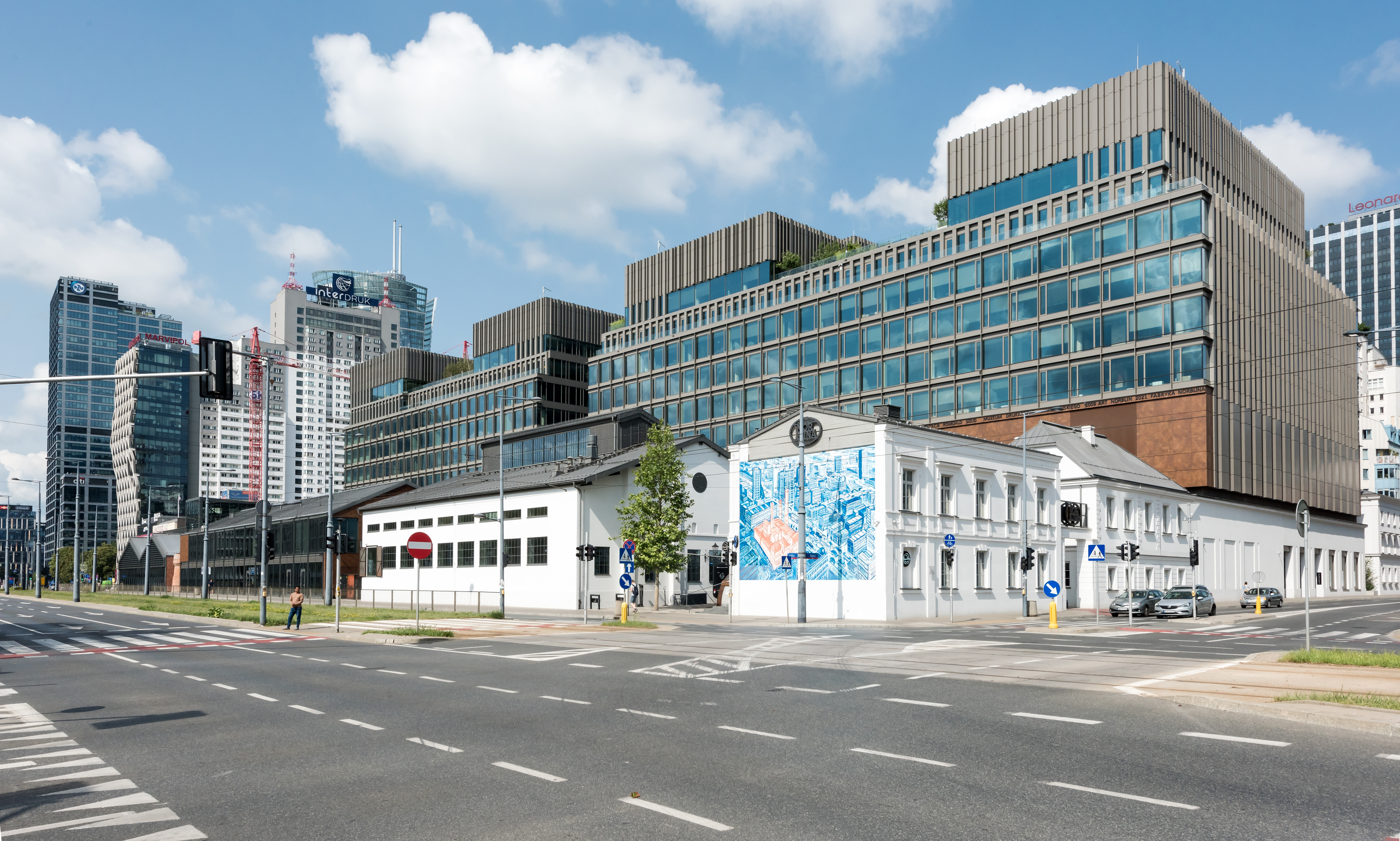
Kompleks Fabryka Norblina (2022)

Norblin, Bracia Buch i T. Werner, właśc.Towarzystwo Akcyjne Fabryk Metalowych „Norblin, Bracia Buch i T. Werner” – przedsiębiorstwo z sektora metalowego, działające w Warszawie. Po II wojnie światowej upaństwowione i działające pod firmą Walcownia Metali „Warszawa”, a od 1991 Norblin S.A. Do 1982 roku znajdowało się przy ul. Żelaznej 49/53, a następnie przy ul. Palisadowej.

## Historia
W 1820 syn Jana Piotra Norblina de la Gourdaine – Aleksander Jan Konstanty Norblin wraz z V. Zierem założył zakład brązowniczy „Norblin i Spółka”. Początkowo mieścił się przy ul. Długiej. W 1823 został przeniesiony na Krakowskie Przedmieście. Wytwarzano w nim świeczniki, wazony, ozdoby stołowe i sprzęt do gotowania. Wykonano także cyborium z krucyfiksem i pokrywę ze złoconego brązu do chrzcielnicy dla kościoła św. Aleksandra. W 1821 zakład otrzymał medal na wystawie w Ratuszu.
W 1834 został przeniesiony na ul. Chłodną. Przy zakładzie funkcjonował sklep z wyrobami srebrnymi, platerowymi i brązowymi. W 1841 został odznaczony złotym medalem na wystawie w Petersburgu. W 1843 Jan Fryderyk Wilhelm Meylert został współwłaścicielem firmy. W 1853 fabrykę unowocześniono: wprowadzono maszynę parową o mocy 10 KM, a także maszynę galwanizującą. Zatrudniano w tym czasie 60 pracowników; zasięg sprzedaży obejmował całe Królestwo, jak i Cesarstwo (Wilno, Mińsk, Mohylew i Żytomierz). Od 1865 współpracował z zakładem Teodora Wernera (1836-1902).
W zakładzie tym wykonano również statuę Mikołaja Kopernika przed Polską Akademią Nauk projektu Bertela Thorvaldsena.
W 1865 Ludwik Norblin (1836-1914), wraz z siostrą – Albertyną i jej mężem Teodorem Wernerem – nabył od swego ojca – Wincentego Konstantego Norblina, fabrykę wyrobów metalowych w Warszawie przy ul. Chłodnej. Wartość wytwórni oszacowano na prawie 110 tys. rubli, jednak cenę sprzedażną ustalono na 100 tys. rubli. Ludwik Norblin zakupił 1/2 część fabryki, jego siostra Albertyna z Norblinów Werner – 1/4 część, a Teodor Werner – także 1/4 część. Sprzedający rozłożył spłatę należności na wieloletnie, dogodne raty, wynoszące 5 tys. rubli rocznie. Po dokonaniu transakcji, w 1865 Ludwik Norblin zawarł spółkę ze swym szwagrem – Teodorem Wernerem – złotnikiem, który był właścicielem fabryki wyrobów srebrnych w Warszawie. Wspólnicy prowadzili jednak oddzielną produkcję: zakład Norblina – specjalizował się w wyrobach platerowanych, a w zakładzie Wernera wytwarzano srebra. Pod koniec lat 70. XIX w., po przeniesieniu wytwórni sreber Wernera do fabryki Norblina na ul. Chłodną, połączone zakłady posiadały dwie maszyny parowe o mocy 19 KM, zatrudniały 112 robotników. Wartość rocznej produkcji wynosiła 73 tys. rubli. W następnych latach nieznany jest zakres samodzielności poszczególnych działów spółki Norblina i Wernera.
W 1882 Ludwik Norblin wykupił wytwórnię platerów Braci Buch w Warszawie, przy ul. Żelaznej 17 (późniejszy nr 51), wraz z prawem używania znaku firmowego i wyłącznością na produkcję platerów. Firma „Bracia Buch” była kontynuatorką istniejącej w Warszawie od 1830 fabryki wyrobów z nowego srebra Gustawa Hennigera. W 1886 Ludwik Norblin przeniósł na tereny przy ul. Żelaznej swe zakłady mieszczące się dotąd przy ul. Chłodnej. Przedsiębiorstwo norblinowskie stosowało od tego czasu nazwę: „Fabryka wyrobów platerowanych połączonych firm Norblin i Spółka – Bracia Buch”. Część wyrobów platerowanych i cynowych, również po przeniesieniu zakładu na ul. Żelazną, wprowadzana była na rynek pod firmą „Bracia Buch”. Lata 80. XIX w. to okres rozszerzania zakresu działalności fabryki poprzez założenie walcowni blach, druciarni, rurowni i odlewni.

### Towarzystwo Akcyjne Fabryk Metalowych pod firmą „Norblin, Bracia Buch i T. Werner” w Warszawie
W 1893 Ludwik Norblin był jednym ze współzałożycieli nowej spółki pod nazwą: Towarzystwo Akcyjne Fabryk Metalowych pod firmą „Norblin, Bracia Buch i T.Werner” w Warszawie, z siedzibą przy ul. Żelaznej 51 (statut spółki zatwierdzono 12 kwietnia 1893, otwarcie operacji nastąpiło 1 lipca 1893). Kapitał zakładowy spółki wynosił 1,5 mln rubli i podzielony był na 1500 akcji, po 1000 rubli każda. Jedna trzecia część akcji (tj. 500 szt. o wartości pół miliona rubli) należała do Ludwika Norblina; dotychczasowy wspólnik – Teodor Werner posiadał także 500 akcji, natomiast stryjeczny brat Ludwika Norblina – Adam Norblin – 84 akcje, a pozostałe należały do spokrewnionych i skoligaconych z rodzinami Norblinów i Wernerów: Karola Temlera, Aleksandra Temlera (po 166 szt.) i Kazimierza Szwede (84 szt.). Dyrektorem naczelnym nowego przedsiębiorstwa został Stanisław Ignacy Norblin (1859-1920). Po sześciu latach odnotowano częściowe rozproszenie akcji: Ludwik Norblin posiadał w 1899 413 akcji, pozostałą część odstąpił członkom rodziny.
W oparciu o kapitał Norblina i Wernera w dalszym ciągu następował rozwój zakładów, zwiększała się mechanizacja produkcji, moc zainstalowanych silników parowych wynosiła w 1893 80 KM, natomiast w ciągu kolejnego dziesięciolecia wzrosła do 300 KM; zatrudniano 400 robotników, a wartość produkcji szacowano na 1,2 mln rubli (1893). W latach 90. XIX w. spółka wybudowała walcownię metali kolorowych, w której produkowano: blachę mosiężną i srebrną, drut mosiężny, miedziany i srebrny, rury miedziane i mosiężne ciągnione bez szwu. Przedsiębiorstwo zaliczane było do grupy sześciu największych w branży metalowej na terenie Królestwa Polskiego (obok firm „Lilpop, Rau i Loewenstein”, „K. Rudzki i S-ka”, „Warszawska Fabryka Machin”, „Scholtze, Repphan i S-ka”, „Towarzystwo B. Handke”), realizowała zamówienia rosyjskich ministerstw marynarki i komunikacji, dostarczała wyroby także na rynek krajowy. Zakłady norblinowskie od 1895 zmonopolizowały wytwarzanie rur miedzianych w Królestwie Polskim, włączyły się do kartelu dwóch rosyjskich walcowni i uczestniczyły w każdej partii zamówień.
Sieć sklepów firmowych działała w Królestwie Polskim oraz w kilkunastu największych miastach Cesarstwa Rosyjskiego (Petersburg, Moskwa, Odessa, Charków, Kijów, Ryga, Tyflis, Saratow, Elisawietgrad, Wilno, Mińsk), natomiast przedstawicielstwo handlowe funkcjonowało w Teheranie. Produkty użytkowe srebrne i platerowane (galanteria i sztućce), prezentowano i nagradzano na targach i wystawach w Paryżu, wielokrotnie w Petersburgu, Kijowie, Odessie, Niżnym Nowgorodzie. W 1896 norblinowskie wyroby platerowane wyróżniono najwyższym odznaczeniem rosyjskim – prawem wybijania herbu cesarskiego – dwugłowego orła (przywilej nie obejmował sreber wykonywanych pod firmą Wernera).
Początek XX w., do wybuchu I wojny światowej to okres dalszego rozwoju zakładów. Wprowadzano ulepszenia organizacyjno-techniczne, oparte na wzorach zachodnich, zainstalowano m.in. walcarkę skośną do rur, ciągarki do cienkiego drutu, prasę hydrauliczną, piece Morgana do topienia miedzi. Około 1908 w zakładach norblinowskich opracowano nowy stop cynowy o nazwie verit, wykorzystywany także przez niemiecką wytwórnię Württembergische Metallwarenfabrik. Moc zainstalowanych silników wzrosła z 300 KM w 1904 do 800 KM w 1908, a w chwili wybuchu I wojny światowej osiągnęła 950 KM. Wartość produkcji osiągnęła w 1908 1,5 mln rubli, a w 1914 2,1 mln rubli. 
Podczas strajku w 1905 komitet rewolucyjny w fabryce domagał się m.in. zniesienia pracy akordowej, pomimo zastrzeżeń dobrze zarabiających, starszych stażem robotników.
Zatrudnienie w 1914 wynosiło 600 osób. W 1915 część maszyn i urządzeń została ewakuowana do Rosji.
W II Rzeczypospolitej fabryka była jednym z największych polskich przedsiębiorstw metalowych. Fabryką kierował wówczas inż. Stefan Przanowski – znany przemysłowiec, minister przemysłu i handlu. Spółka rozszerzyła wówczas swój profil produkcji, m.in. powstały szybkobieżna walcowania drutu i oddział amunicji karabinowej. W 1927 spółka zatrudniała ok. 360 pracowników w dziale produkcji dla wojska i ok. 300 w pozostałych działach. Jej przeciętna produkcja miesięczna wojskowa wynosiła wtedy ok. 2 mln łusek i pocisków karabinowych Mausera oraz kilkaset ton półfabrykatów mosiężnych i miedzianych. Spółka posiadała walcownię blachy miedzianej w Głownie.
Fabryka ucierpiała podczas obrony Warszawy we wrześniu 1939 oraz w 1944, po powstaniu warszawskim.

### Po II wojnie światowej
Pomimo bardzo dużych zniszczeń i negatywnej decyzji Komitetu Odbudowy Przemysłu Zarządu m.st. Warszawy, prowizorycznie odbudowana fabryka wznowiła produkcję w 1946, m.in. wytwarzano tutaj drut dla kolejowej trakcji elektrycznej. W 1948 zatrudnienie w fabryce wynosiło 700 osób. W tym samym roku została ona znacjonalizowana i funkcjonowała pod nazwą: Walcownia Metali „Warszawa”. 
W 1952 po raz kolejny pojawił się pomysł likwidacji walcowni ze względu na trudne warunki pracy, niewygodne pomieszczenia, przestarzałe maszyny, a przede wszystkim lokalizację w centrum miasta. W latach 1975−1982 przedsiębiorstwo zbudowało nowy zakład przy ul. Palisadowej na Młocinach. W latach 1982, 1984 i 2013 dawne budynki zakładu przy ul. Żelaznej zostały wpisane do rejestru zabytków..
W 1982 na terenie dawnego zakładu rozpoczynają działalność dwa muzea: Muzeum Przemysłu (oddział Muzeum Techniki) i Muzeum Drukarstwa (oddział Muzeum Historycznego m.st. Warszawy). W tym samym roku zorganizowano tam wielką wystawę „Warszawa walczy − 63 dni Powstania Warszawskiego” poświęconą powstaniu warszawskiemu. Przy Żelaznej swoją siedzibę miał także Teatr Scena Prezentacje. 
W 1991 przedsiębiorstwo zmieniło nazwę na Norblin S.A.. Na początku XXI wieku zbankrutowało, a teren przy ul. Żelaznej został sprzedany.
W czerwcu 2008 zamknięto Muzeum Przemysłu. W grudniu 2008 nieruchomość została sprzedana amerykańskiemu funduszowi inwestycyjnemu Patron Capital. W 2010 wyprowadziło się Muzeum Drukarstwa. W 2014 rozebrano ceglany mur otaczający zabudowania fabryki od strony południowej oraz część jednej z hal fabrycznych w związku z poszerzeniem ulicy Prostej. 
Na dwuhektarowej działce, na której znajdowała się fabryka, powstał kompleks usługowo-biurowy pod nazwą Fabryka Norblina. Budowa rozpoczęła się w 2017 i zakończyła we wrześniu 2021. Odrestaurowano 10 pofabrycznych budynków wpisanych do rejestru zabytków, zachowano m.in. szyny i prasę hydrauliczną z początku XX wieku.

## W kulturze masowej
W maju 2010 we wnętrzach fabryki kręcono ujęcia do teledysku Uprising metalowej grupy Sabaton.